# فردریک ماریوتی
فردریک ماریوتی (فرانسوی: Frédéric Mariotti‎; ۱ آوریل ۱۸۸۳ – ۲۲ فوریهٔ ۱۹۷۱) هنرپیشه اهل فرانسه بود.
از فیلم‌ها یا برنامه‌های تلویزیونی که وی در آن نقش داشته‌است می‌توان به منون، عدالت اجرا شد، و بانوی قاتل اشاره کرد.